# Storia dell'illuminazione
La tecnica umana dell'illuminazione è iniziata nella preistoria con l'uso di semplici spezzoni ardenti di legno, per arrivare fino alle moderne lampade a LED.

## Tavola sinottica
- 50.000 a. C.: Accensione del fuoco
- 8.000 a. C.: Lampada a tazza (predecessore della lampada in argilla)
- 700 a. C.: Lampada a olio
- II secolo d. C.: nascita delle candele nell'Impero romano
- 1783: Lampada Argand (a olio)
- 1798/1802: Illuminazione a gas nelle fabbriche inglesi
- 1799: Brevetto per illuminazione a gas di Philippe Lebon a Parigi
- 1800: Scoperta dell'arco elettrico fra elettrodi di carbone come illuminante
- 1807: Lampada Sinumbra di George Philipps
- 1823: Johann Wolfgang Döbereiner scopre l'effetto catalizzatore del platino e inventa la Lampada di Döbereiner
- 1826: John Walker inventa il fiammifero
- 1830: Candele alla paraffina
- 1857: Heinrich Geissler inventa il Tubo di Geissler, antesignano della lampada al neon
- 1862: Justus von Liebig scopre il gas di acetilene per la lampada a carburo
- 1866: Ernst Werner von Siemens inventa la dinamo
- 1878: Lampadina ad incandescenza con filo in carbonio di Joseph Wilson Swan
- 1879: Edison inventa la lampada a incandescenza con filamento di carbone come parte di un sistema di produzione di elettricità, conduzione e interruzione di sicurezza
- 1881: Esposizione Internazionale di elettricità a Parigi; Edison viene per la prima volta in Europa
- 1883: Emil Rathenau fonda la Deutsche Edison Gesellschaft, più tardi AEG
- 1884: Prima centrale elettrica pubblica a Berlino
- 1885: Carl Auer von Welsbach sviluppa le Reticelle Auer per la sua "lampada a mantello".
- 1889: Carl Auer von Welsbach sviluppa le lampade a mantello
- 1891: Collegamento di corrente trifase ad alta tensione
- 1895: 148 centrali elettriche pubbliche in Germania
- 1901: Peter Cooper Hewitt inventa la lampada a mercurio
- 1906: Lampada al wolframio
- 1913: 4.040 centrali elettriche pubbliche in Germania
- 1919: Fondazione delle imprese produttrici di apparecchi di illuminazione Osram da parte di Siemens, AEG e Auer
- 1938: La General Electric inizia la produzione di tubi al neon secondo il brevetto di Edmund Germer
- 1959: La General Electric brevetta la prima Lampada alogena commerciale[1][2]
- 1962: Nick Holonyak Jr. sviluppa il primo LED rosso utilizzabile per la General Electric
- 1980: La Philips immette sul mercato per la prima volta una lampada fluorescente compatta
- 1993: L'azienda giapponese Nichia dà inizio alla produzione di efficienti LED blu a base di nitruro di gallio, basandosi su un'invenzione di Shūji Nakamura. Tali LED rendono possibile con idonee sostanze fluorescenti la produzione di luce bianca.
- 1993: Nick Holonyak Jr. ed Oleg Vladimirovich Losev hanno inventato la prima lampadina led.
- dal 2009: entra in vigore divieto di produzione e commercio di lampade a incandescenza per motivi ecologici in numerosi paesi (ad es.: Australia, Europa, USA)
- da 2010: sviluppo di LED ancora migliorati.

## A fiamma viva
(W.Schivelbusch)
Fino a poco più di cent'anni fa la fiamma viva era l'unico mezzo conosciuto di illuminazione. Uno dei più antichi e diffusi nell'Europa centrale era costituito da pezzi di legno duro, in gran parte pino con cuore particolarmente solido, ricavati dalla corteccia dell'albero.
Da questi sono poi nate le fiaccole. Un ceppo viene artificialmente arricchito con materiale speciale infiammabile come resina o catrame, fino a formare all'estremità superiore inspessita una specie di mazza. Fin dall'inizio i ceppi fungevano non solo da materiale da bruciare, ma anche come sostegno.

## Stoppini e lampade

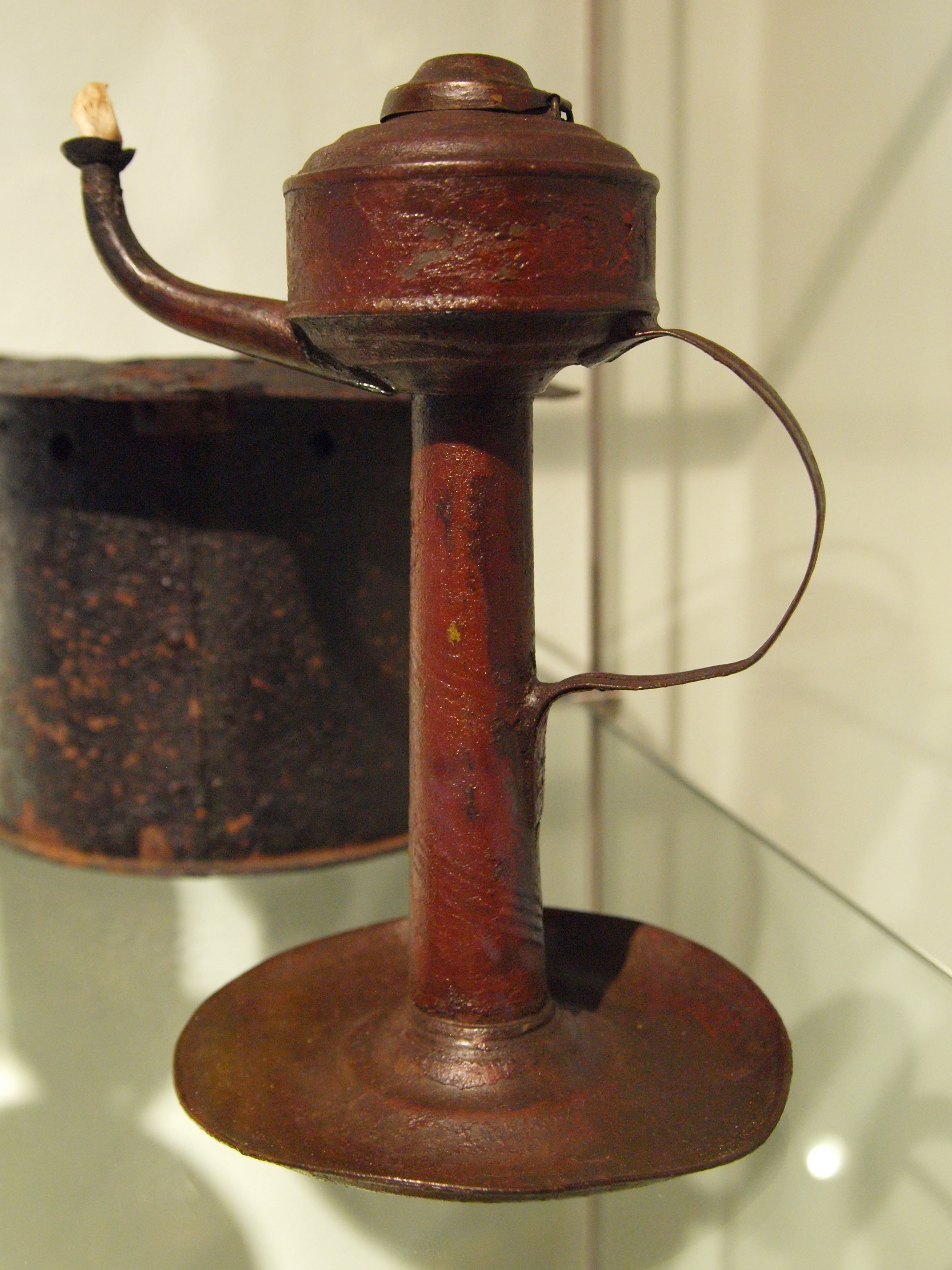
Lampada a olio di balena o di spermaceti del XVIII secolo. Latta con stoppino di legno dalla Germania

Con le lampade a olio queste funzioni sono separate. Come punto di accensione funge ora lo stoppino e il combustibile necessario proviene da un separato contenitore. Come combustibile si usano diversi grassi vegetali o animali, oli e cere. Dal XVI secolo venne prodotto in Germania per la prima volta olio di colza e di barbabietola e creato un certo rifornimento di sicurezza per il combustibile per lampade. L'uso di uno stoppino venne visto come la "prima rivoluzione nella tecnica della illuminazione".
I mezzi illuminanti nel XVIII secolo consistevano per la nobiltà, come per la media e alta borghesia principalmente in candele di cera di api, mentre i poveri del Terzo Stato ricorrevano a un'illuminazione con sego e olio di balena.
Il prezzo della candele di cera sotto Luigi XVI corrisponde alla paga giornaliera di un operaio o artigiano, circa 2,5 Livre. Le candele di sego venivano sbiancate con l'arsenico.
Le candele ardenti dovevano essere costantemente "pulite", si doveva accorciare lo stoppino che bruciava, circondato da sempre più spesse gocce di cera. Stoppini intrecciati vennero utilizzati solo a partire dalla fine del secolo.
Ma anche le lampade a olio erano largamente utilizzate, come le lampade di Cardano e dal 1783 la lampada di Argand.
Lo svizzero Aimé Argand sviluppò verso la fine del XVIII secolo uno stoppino rotondo, che con un maggior afflusso di ossigeno e una maggior temperatura consentì una combustione più "pulita".
Un cilindro di vetro intorno alla fiamma rallentava l'andamento della combustione e l'emissione luminosa, e un meccanismo girevole consentiva di alzare o abbassare la fiamma, fornendo così più o meno luce.
Dopo la scoperta dei giacimenti di petrolio in Pennsylvania, quest'ultimo divenne un combustibile preferito poiché era più pulito ed economico dell'olio vegetale. Anche le lampade a petrolio, che si diffusero rapidamente, bruciavano secondo il principio di Argand.

## Illuminazione a gas
Nel 1862 Friedrich Wöhler scoprì un metodo per ottenere il gas di acetilene dalla calce viva. Appena il carburo viene a contatto con l'acqua, ne emerge un gas combustibile (acetilene), che brucia con fiamma molto viva, e per mezzo di una lampada a carburo fu presto ritenuto idoneo per l'uso in lampade da minatore. Per poter utilizzare il carburo di calcio, esso viene posto a riempire una di due camere sovrapposte. Nella camera superiore si trova dell'acqua, in quella inferiore il carburo. Mediante una vite regolatrice l'acqua scende sul carburo sottostante formando il gas. Questo viene condotto attraverso un ugello e brucia con fiamma chiara, gialla, luminosa e leggermente fumosa.
Il campo di utilizzo della nuova generazione di lampade non si limitò in alcun modo solo alle lampade da minatore. Lampade per automobili, motociclette, biciclette, locomotori, lampade a mano, da tavolo e da parete mostrano l'ampia versatilità e molteplicità d'uso delle lampade a carburo. Inquinamento da fosfato di calcio durante il processo di produzione condusse con l'azione dell'acqua alla creazione di fosfina, che sviluppa un odore agliaceo. Questo e il fatto che l'acetilene non brucia completamente, fecero sì che questa tecnica di illuminazione trovò a mala pena l'applicazione nelle camere di appartamenti.
Privo di odore si rivelò il gas prodotto dal carbone fossile, che nasce come sottoprodotto della produzione di carbon coke e che veniva impiegato come combustibile per l'industria e per l'illuminazione stradale. Questa illuminazione a gas era però dipendente da un sistema di condutture e trovò impiego verso la fine del XIX secolo per primo nella neo-industrializzata Inghilterra e subito dopo anche in Germania, soprattutto negli ingressi alle case borghesi private.

## Illuminazione a distanza
La fiamma libera di gas come fonte di luce si limitò a un relativamente stretto campo. Diversamente si comportò al contrario la lampadina, che irradiava una luce così chiara e calda, che si utilizzava così a distanza, da riuscire a illuminare a distanza ampie superfici tanto che fu chiamata "luce a distanza".
Carl Auer von Welsbach applicò il principio della lampada bianca, che Humphry Davy aveva scoperto nel 1800 con la sua lampada ad arco, nella tecnica di illuminazione a gas. Era necessaria ancora solo una fiamma di Bunsen, per far diventare luminosa una reticella Auer al torio-cerio, che conseguentemente forniva un'illuminazione significativamente maggiore con un minor consumo di gas.
La chiara luce del gas, che già allora richiedeva una rete di alimentazione,  era a periodi una seria concorrente delle allora nuove ma ancora care luci elettriche, per le quali innanzitutto doveva ancora essere costituita una rete di distribuzione.
La luce a gas era ancora, verso il 1900, la tecnica di illuminazione più diffusa nell'industria e nelle moderne vie cittadine. Lo svantaggio dell'immobilità delle fonti di luce con la necessità di una rete di distribuzione e l'estremo sviluppo di calore e pericolo di incendio tuttavia permanevano e impedirono una diffusione delle luci a gas al di fuori delle città.

## Elettricità
(B. Binder)

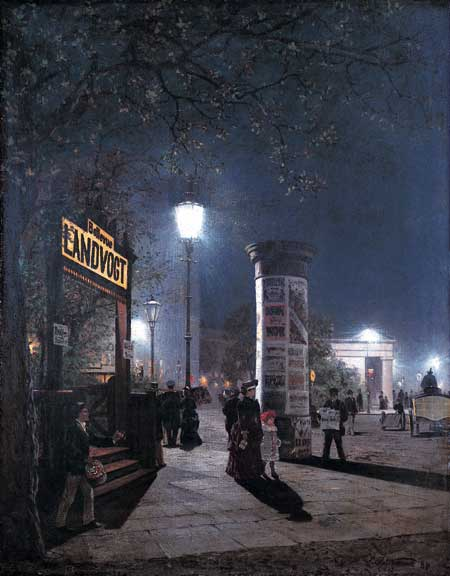
Carl Saltzmann: Prima illuminazione elettrica delle strade a Berlino, 1884

La "candela di Jablotschkow" come speciale lampada ad arco consumava, durante il funzionamento da una a due ore, due elettrodi di carbonio.
Non era la fiamma che provocava la luce, ma il bagliore bianco del carbone. Questa luce, molto chiara e abbagliante, venne impiegata solo come illuminazione esterna o nell'industria. Non era necessario impiantare una rete di alimentazione, poiché la corrente necessaria veniva prodotta direttamente sul luogo della lampada. La luce dell'arco non trovò applicazioni domestiche a causa della sua immodificabile luminosità abbagliante, sebbene la prima volta effettivamente rese "la notte come il giorno".
Una rivoluzione nel settore dell'illuminazione fu introdotta nel 1879 da Thomas Alva Edison. Il principio della lampadina a filamento di carbonio era stato già scoperto nel 1800 da Humphry Davy, senza che questi ne traesse alcun utilizzo scientifico. Dapprima Edison aveva sviluppato un filamento resistente dal bambù carbonizzato, che durava circa 40 ore di illuminazione. Egli intuì anche un sistema completo di generazione, distribuzione, commutazione e salvaguardia di energia elettrica, che consentiva l'utilizzo della luce elettrica a chiunque e la produzione industriale dei suoi componenti. La marcia trionfale dell'illuminazione elettrica ebbe così inizio. Tuttavia all'inizio essa era un lusso, che non tutti potevano permettersi.
Per rimpiazzare però la predominante illuminazione a gas, era necessaria una lampadina a lunga durata. Lo stesso Carl Auer, che aveva ottimizzato anche l'illuminazione a gas, scoprì dieci anni dopo il filamento di carbone di Edison, la lampadina a filamento metallico. Questo sviluppo mostrò una illuminazione più chiara e di maggior durata. Le attuali leghe al tungsteno sono dovute allo statunitense William David Coolidge, che dal 1909 operava presso la General Electric. Osram (Osmio e Wolframio) e Wotan (Wolframio e Tantalio) si facevano concorrenza in Germania sulla produzione di lampadine elettriche, finché i due produttori Siemens e AEG (con la Karl Auer AG) decisero una produzione insieme sotto il nome Osram, prendendo il controllo dei mezzi di illuminazione elettrica.

## XX secolo
Gli elevati costi della produzione di energia elettrica e della sua distribuzione ritardarono ancora nel XX secolo la diffusione della illuminazione elettrica. Alla fine degli anni 1920 a Berlino solo il 50% della popolazione era collegata alla rete elettrica. L'elettricità era vista all'inizio come un distributore di luce, non essendoci allora altre apparecchiature elettriche di uso domestico. Gli elevati costi di allacciamento alla rete di distribuzione dell'elettricità e l'elevato prezzo per i mezzi tutt'altro che duraturi di illuminazione rendevano "la luce", come nel lessico popolare era chiamata la corrente elettrica, un bene di lusso per ricchi borghesi. Era necessario che l'industria elettrica andasse incontro ai clienti con gli allacciamenti e persino con la fornitura di lampadine elettriche. Alcuni comuni presero l'iniziativa e aiutarono i loro abitanti con finanziamenti per l'elettrificazione. Tuttavia solo negli anni 1940 l'intera Germania era allacciata alla rete elettrica.
In particolare nelle città era ben sviluppata l’illuminazione a gas, con la sua esistente rete di distribuzione. Era un forte concorrente, che rallentò la distribuzione a tappeto della corrente elettrica in quel lucrativo mercato. La corrente elettrica come fonte di potenza per elettromotori che facevano risparmiare lavoro o come energia per l'illuminazione per così facilitare l'impiego nei posti di lavoro costituì un argomento scientifico. La luce elettrica in ambito di abitazioni private divenne un ben considerato effetto collaterale. I produttori di energia elettrica di allora la pubblicizzarono scientificamente in confronto alla luce a gas, con il maggior comfort e il fattore di prestigio sociale.
All'inizio prevalsero i vantaggi. Si poteva lavorare di notte, occuparsi della casa, per cui prima non si aveva tempo. Nelle fabbriche, che ora a tutte le ore potevano essere totalmente illuminate, si introdussero turni e lavoro notturno. Spazio lavorativo e casalingo divennero funzionalmente separati. L'intera casa poteva essere riccamente illuminata secondo necessità e pronta al suo completo utilizzo durante le ore di buio. Le vie furono acquisite alla vita notturna. Non si sentiva più puzza di petrolio e il pericolo di incendio pareva scongiurato. Pulita, pratica, moderna furono gli attributi dell'energia elettrica, portatrice di una nuova era. Il pericolo per l'ambiente provocato dalla produzione di energia elettrica (centrali a carbone, centrali idroelettriche, centrali nucleari) e i connessi presunti rischi per la salute vennero presi in considerazione molto più avanti nel tempo. La crescita annua dell'inquinamento luminoso a livello mondiale si aggira intorno al 6%.